# Tetraopes elegans
Tetraopes elegans är en skalbaggsart som beskrevs av Horn 1894. Tetraopes elegans ingår i släktet Tetraopes och familjen långhorningar. Inga underarter finns listade i Catalogue of Life.